# Catharsiocopris quadrituberculatus
Catharsiocopris quadrituberculatus är en skalbaggsart som beskrevs av Vladimir Balthasar 1967. Catharsiocopris quadrituberculatus ingår i släktet Catharsiocopris och familjen bladhorningar. Inga underarter finns listade.